# Wirt C. Rowland
Wirt Clinton Rowland (Clinton, 1 de diciembre de 1878-Grand Rapids, 30 de noviembre de 1946) fue un arquitecto estadounidense conocido principalmente por los rascacielos que diseñó en Detroit y otras ciudades del estado de Míchigan (Estados Unidos). Dentro de sus obras más relevantes se encuentran los edificios First National (1922), Bankers Trust Company (1925), Buhl (1925), Penobscot (1928) y Guardian (1929).

## Galería

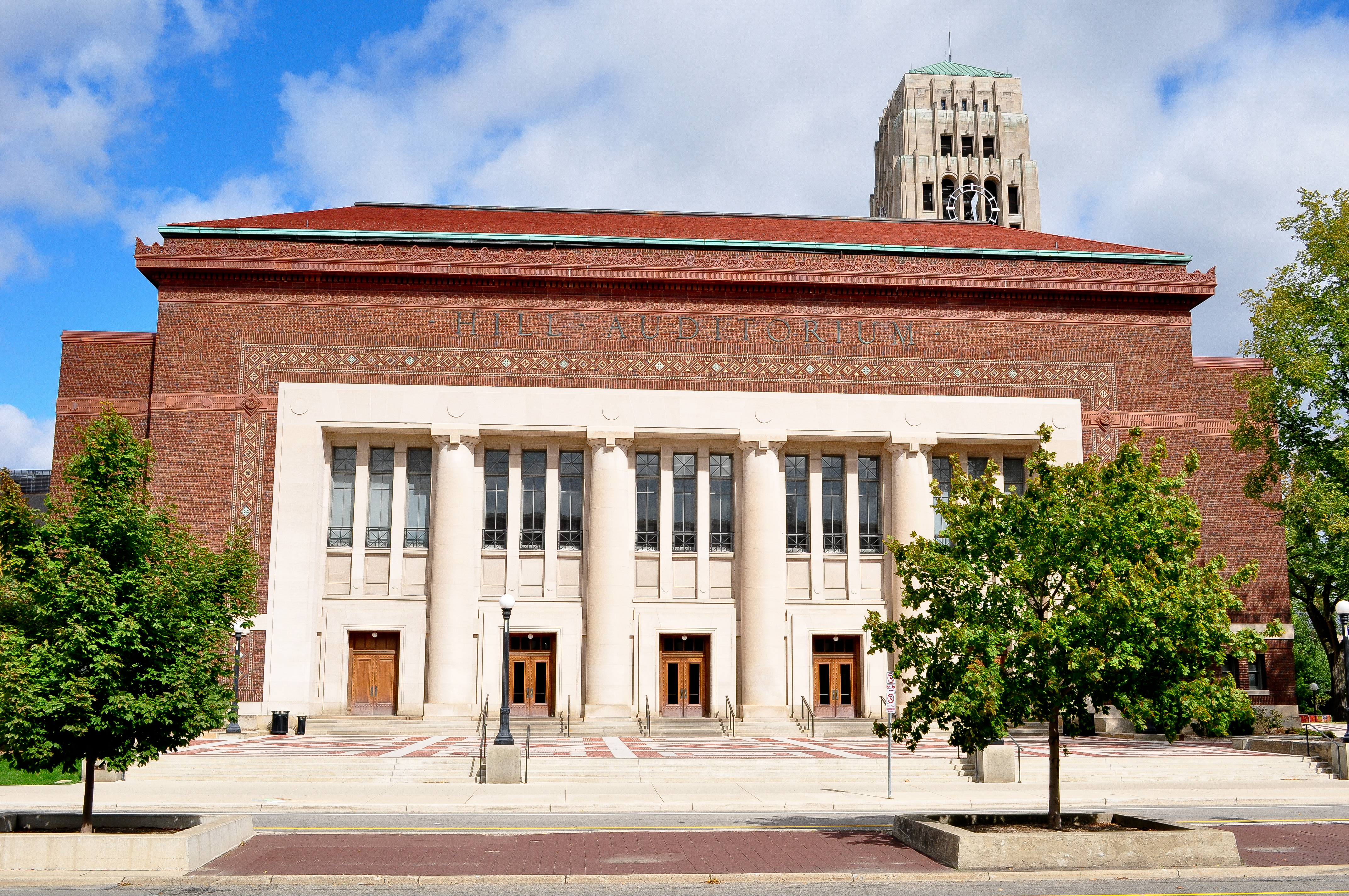
Hill Auditorium (1913)
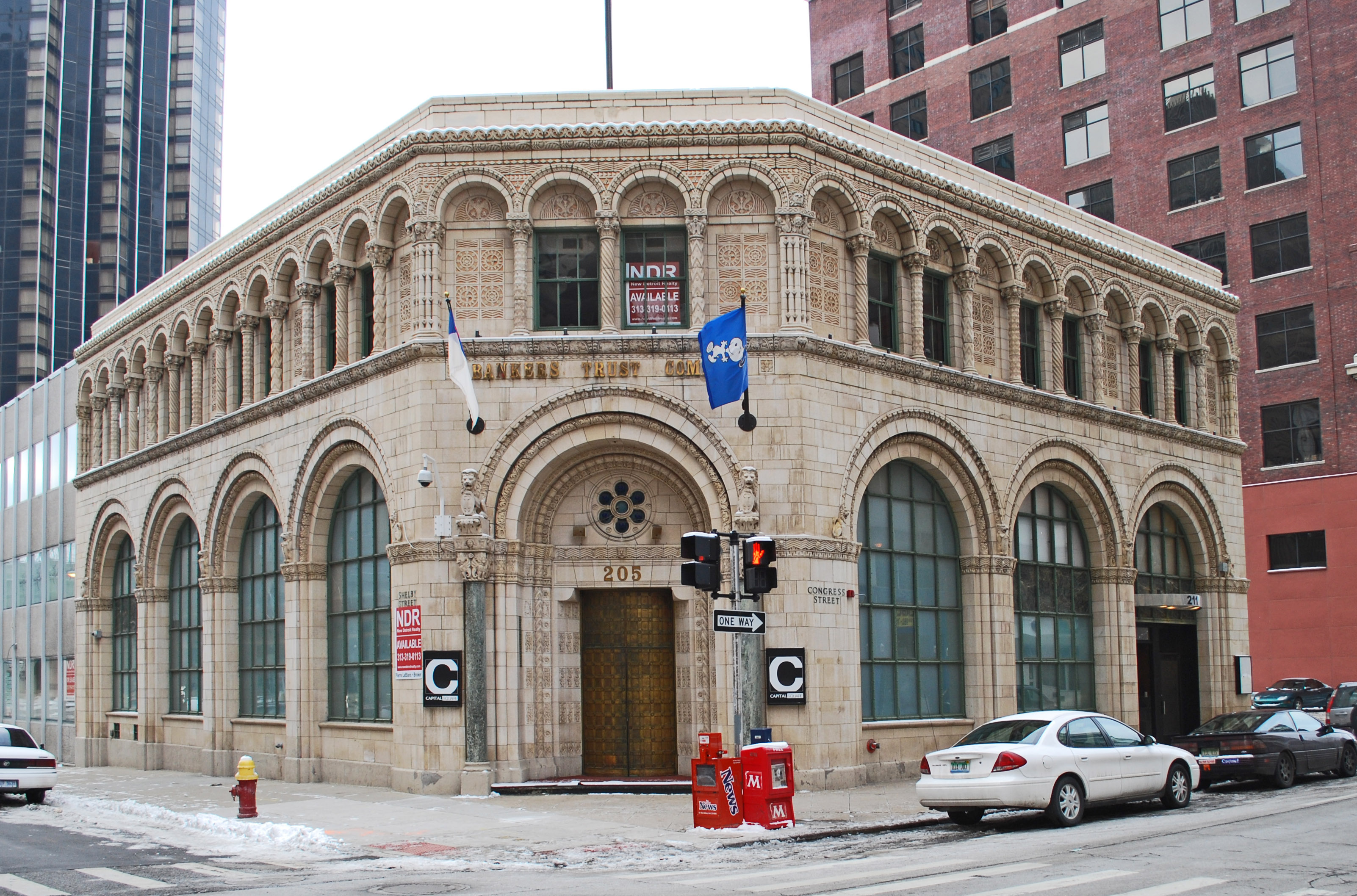
Bankers Trust Company Building (1925)
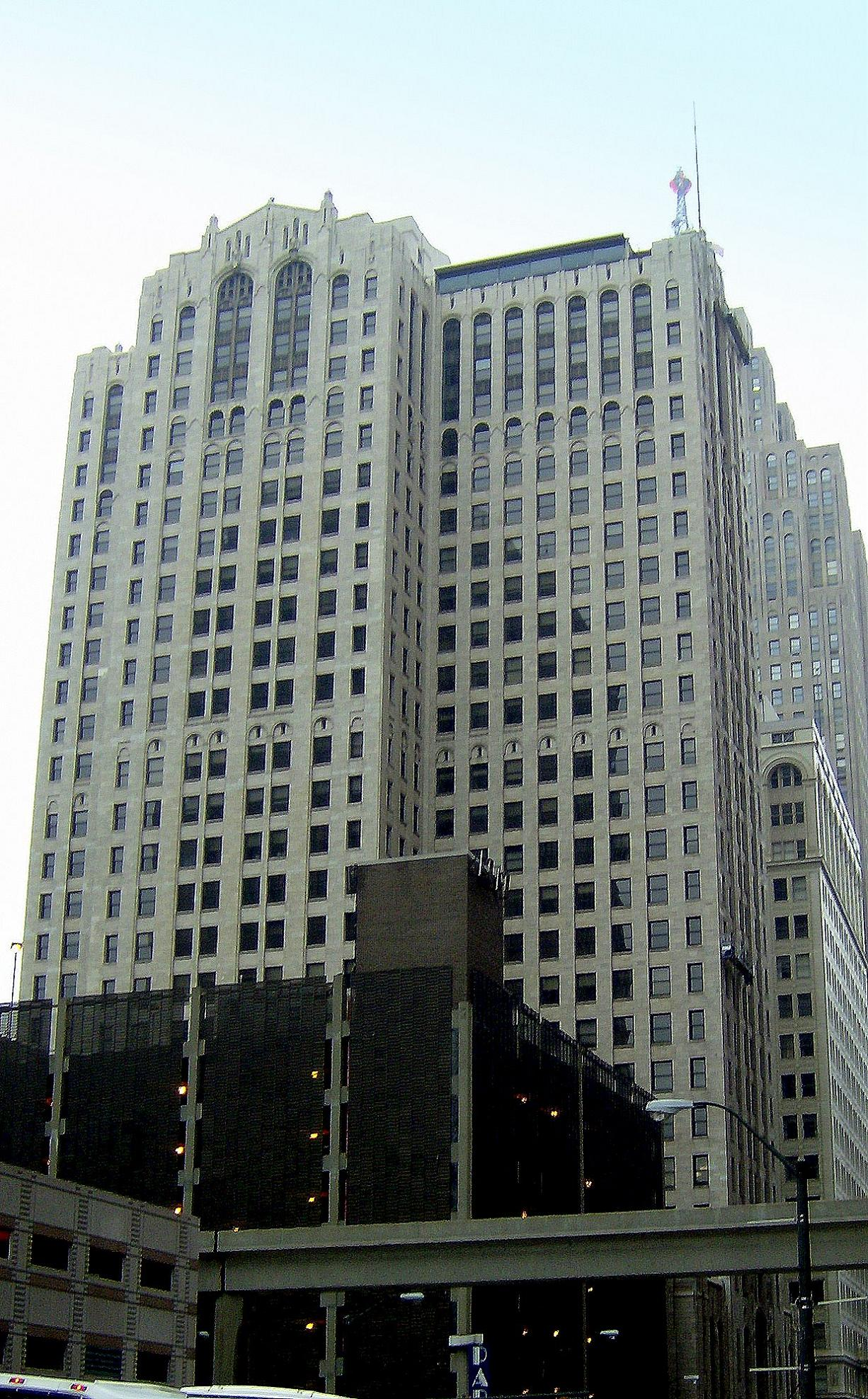
Buhl Building (1925)
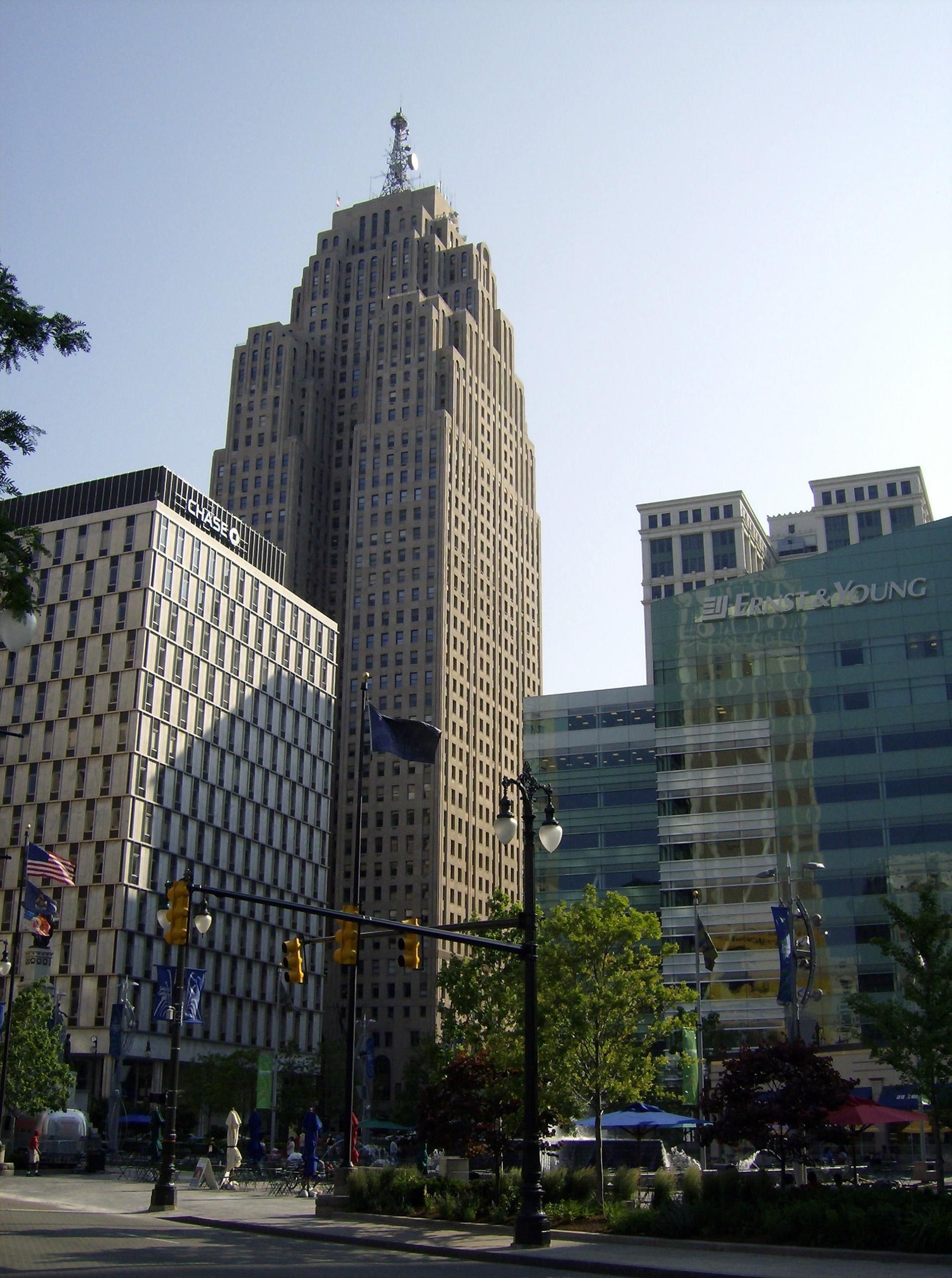
Penobscot Building (1928)
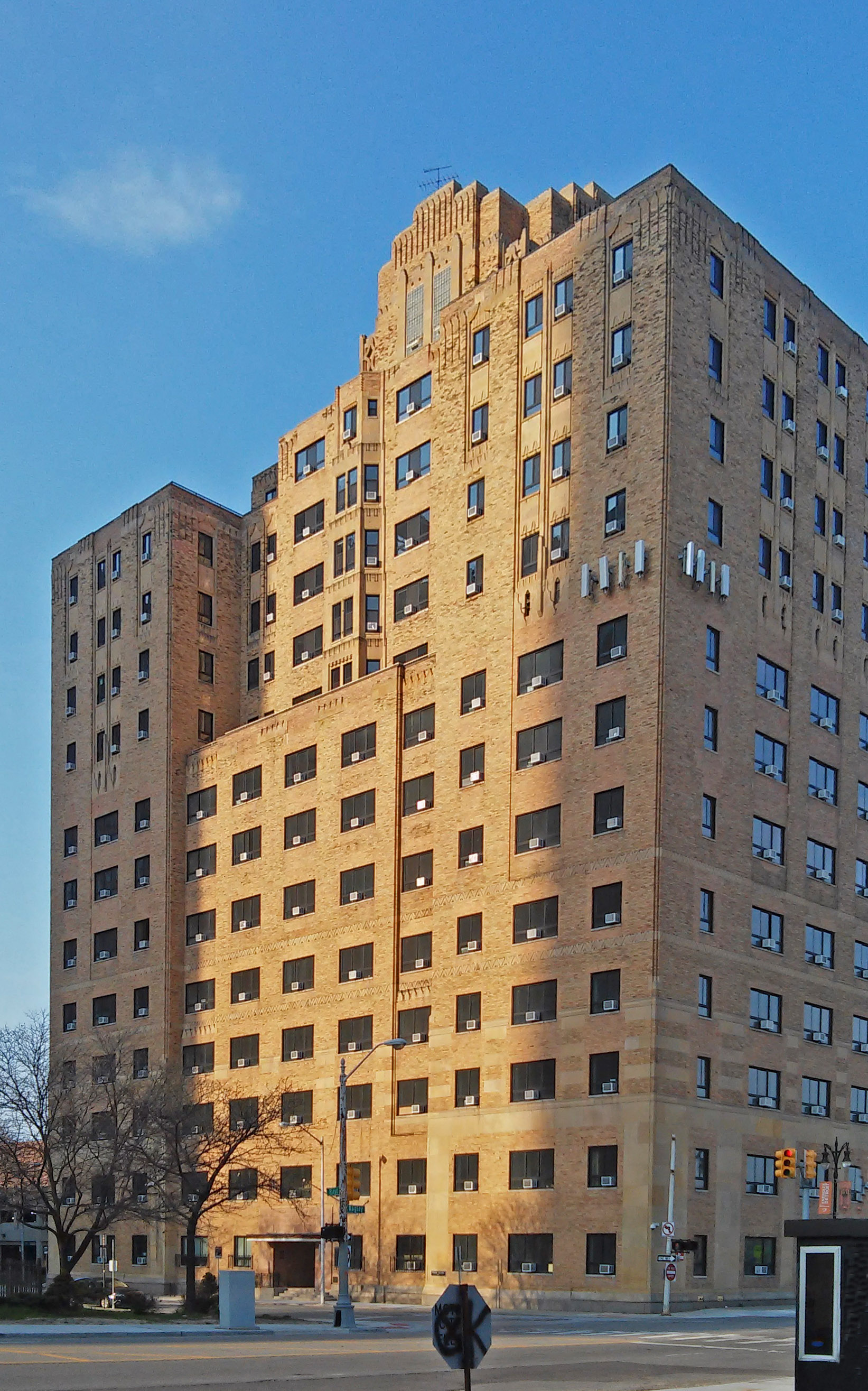
Town Apartments (1928)
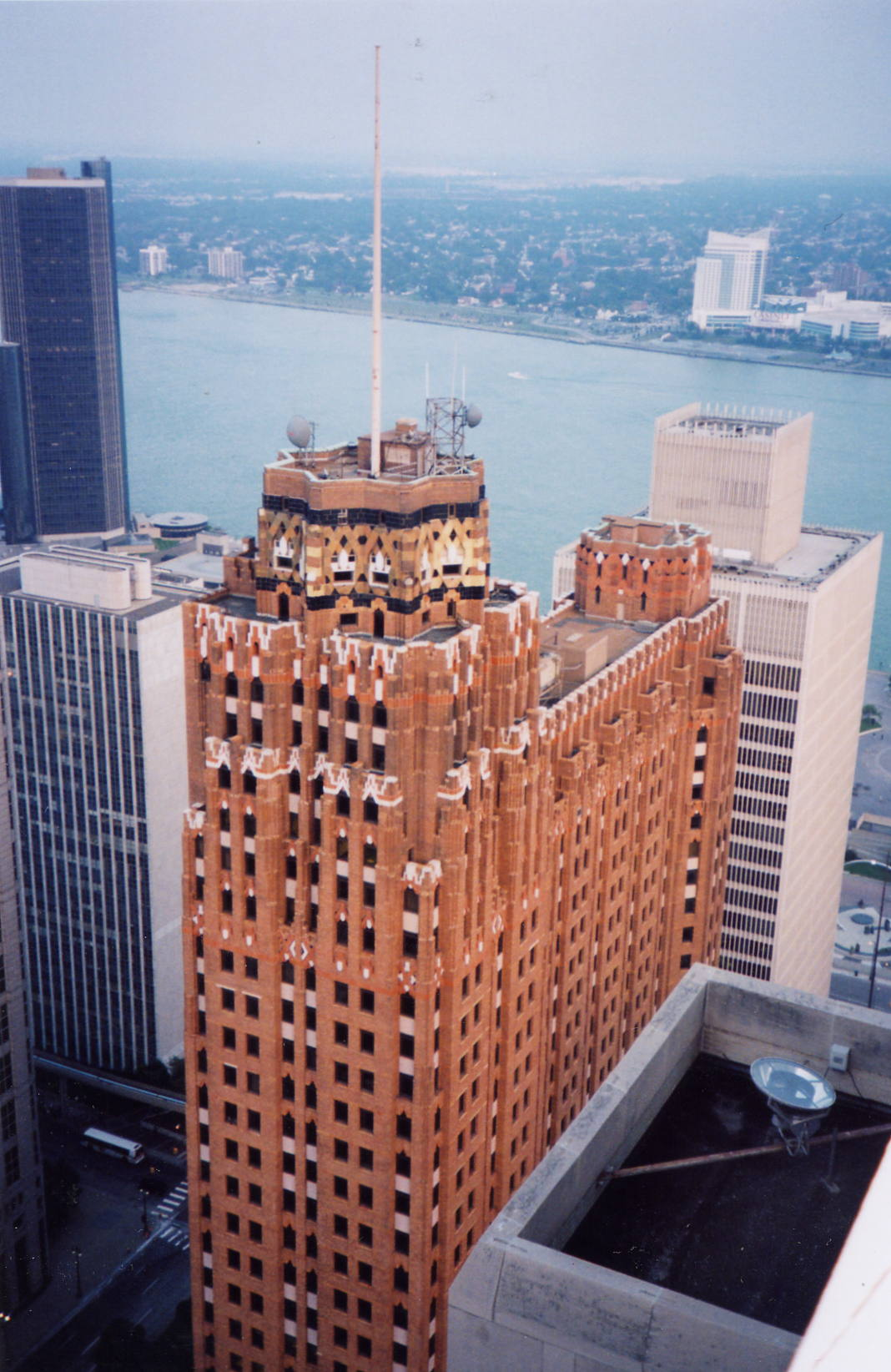
Guardian Building (1929)
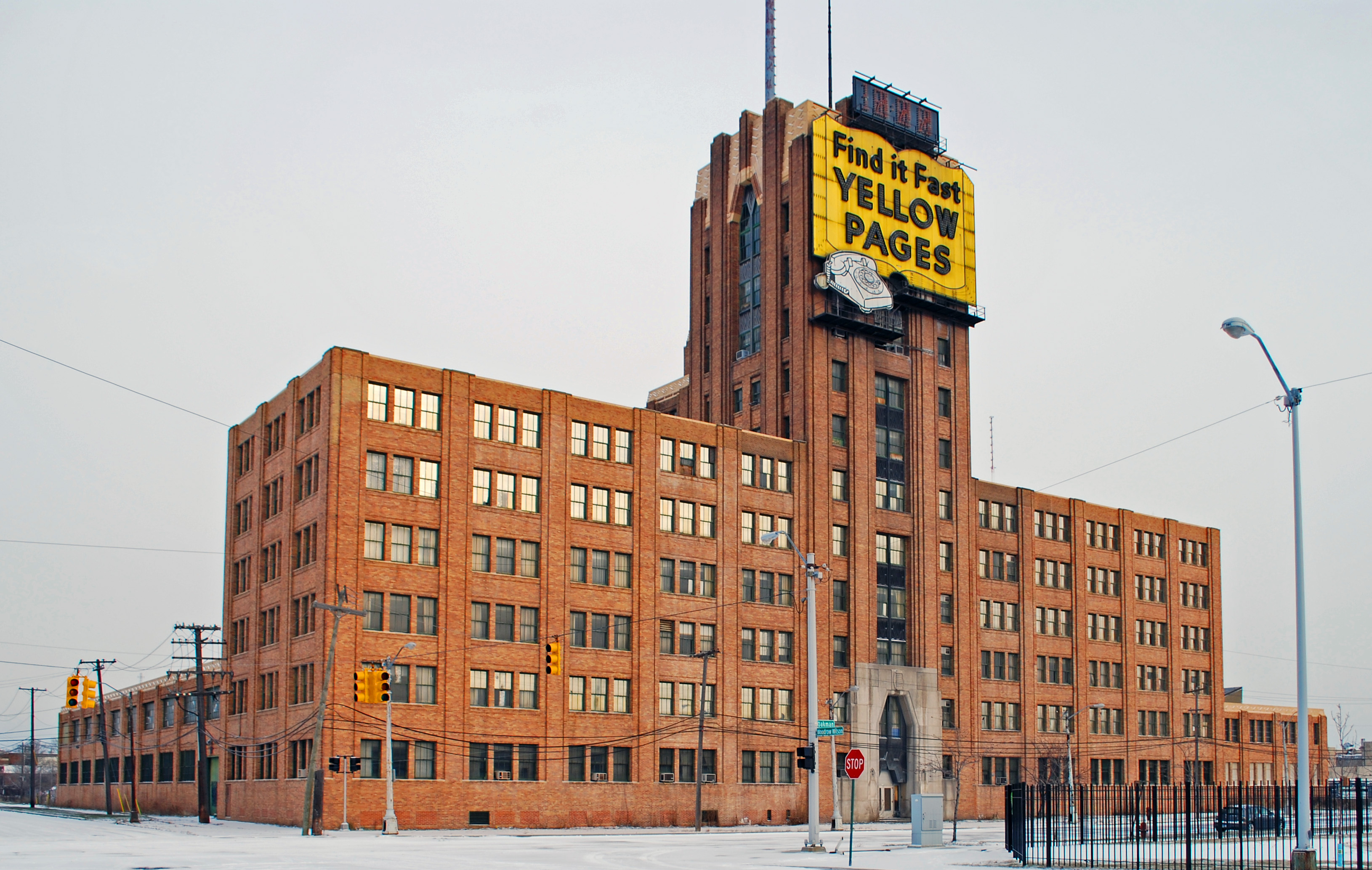
Michigan Bell and Western Electric Warehouse (1930)
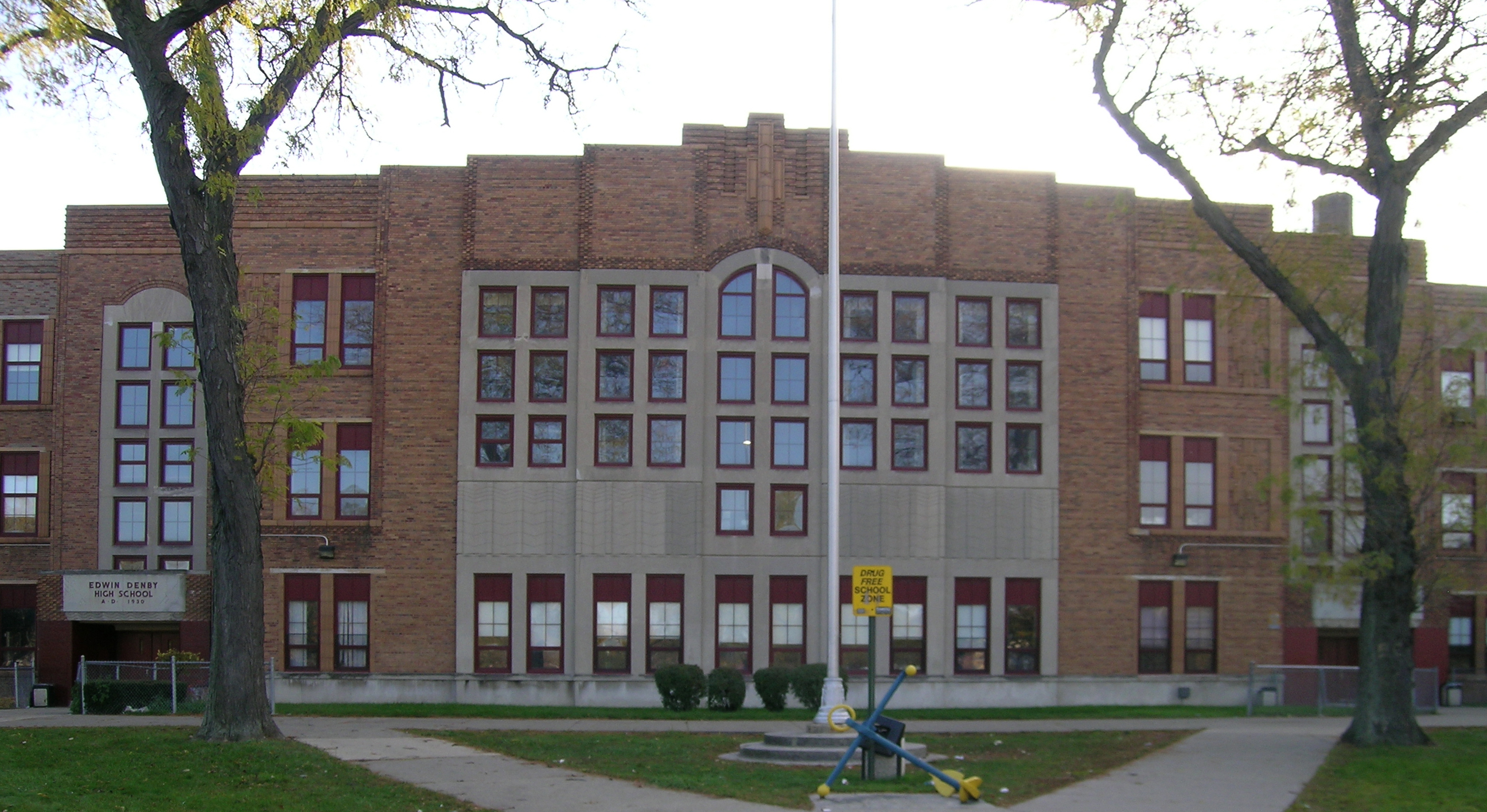
Denby High School (1930)
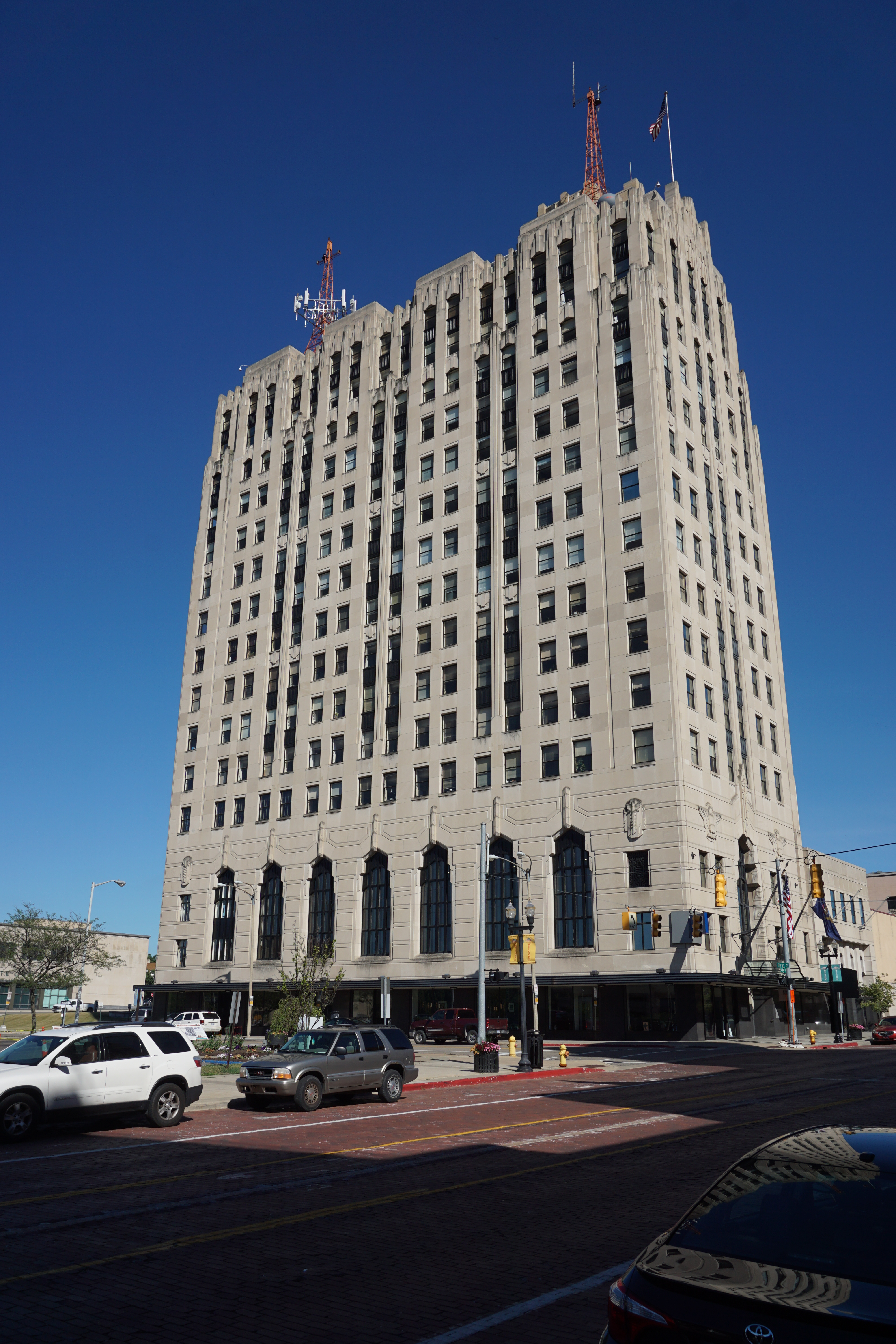
Mott Foundation Building (1930)